# 嵇文甫

嵇文甫

嵇文甫（1895年—1963年），男，河南汲县人，中华人民共和国哲学家。

## 生平
嵇文甫1895年12月17日出生於河南省汲縣（今衛輝市）。6歲時入私塾讀書，以後又入衛輝李氏私立小學。1910年，嵇文甫入衛輝府官立學堂（即衛輝中學，今衛輝市第一中學）。衛輝中學的教員中，有好幾個是同盟會會員。其中,劉粹軒對其影響最大，嵇文甫在《辛亥雜憶》中寫道：「我那時才15歲，只是天真地佩服他。有一次也不管他是否擔任國文課程，就拿一篇作文去請他指正。他看了以後很高興，就叫我常到他那裡去。從此每隔三五天或十天半月，我就到他那裡去借書閱讀，他給我講過韓愈的《柳子厚墓志銘》，講到『志窮乃見節義』一段，不勝感慨……」，對嵇文甫影響甚大的另一人是李敏修。李先生是清末進士，品德修養很好，在河南是倡導新學的學者之一。1913年夏，嵇文甫中學畢業，考入北京大學預科，由於經濟因素被迫輟學。回到汲縣，嵇文甫在經正書舍附設小學班教英文，還在縣城小學教國文、歷史。1915年，又赴北京，進入了北京大學。1919年，於北京大学哲学系畢業1926年赴蘇聯莫斯科中山大學學習。1928年曾於北大、中國大學、女師範等校任教，后供职于河南第一师范。1933年，担任河南大学任教授，后兼任文史系主任，文学院院长。1949年5月，任河南大学副校长，次年10月任校长。后历任中南军政委员会委员、河南省人民政府副主席、河南省人民委员会副省长。1954年，他当选为第一届全国人大代表。9月，他出席第一届全国人大第一次会议讨论宪法草案，期间并发言。1954年，中国史学会公布第一届理事会名单，郭沫若担任主席，吴玉章、范文澜担任副主席，他担任理事。
1963年10月10日上午8时10分因脑溢血症在郑州逝世，享年67岁。